# Jerzy Koperek
Jerzy Koperek (ur. 12 czerwca 1960 w Łodzi, zm. 23 lipca 2024) – polski duchowny, dr hab., profesor nadzwyczajny Instytutu Nauk o Rodzinie i Pracy Socjalnej Wydziału Teologii Katolickiego Uniwersytetu Lubelskiego Jana Pawła II.

## Życiorys
Studiował filozofię i teologię, a potem otrzymał bakalaureat w Pontificio Ateneo „Antonianum” w Rzymie. Odbył specjalistyczne studia w Pontificio Istituto di Spiritualit´a „Teresianum, oraz w Pontificia Universit´a Gregoriana w Rzymie. Jest także absolwentem Pontificia Universit´a di San Tommaso „Angelicum” w Rzymie. W 1986 został wyświęcony na kapłana.
W 1992 obronił pracę doktorską, otrzymując doktorat, a w 2008  habilitował się na podstawie dorobku naukowego i pracy. Pracował w Katedrze Międzynarodowych Stosunków Gospodarczych na Wydziale Studiów Międzynarodowych i Informatyki Społecznej Akademii Nauk w Łodzi, Katedrze Filozofii Prawa i Etyki na Wydziale Administracji Salezjańskiej Wyższej Szkole Ekonomii i Zarządzania w Łodzi i w Katedrze Teorii Państwa i Polityki Międzynarodowej na Wydziale Nauk Historycznych i Społecznych Uniwersytetu Kardynała Stefana Wyszyńskiego.
Objął funkcję profesora nadzwyczajnego w Instytucie Nauk o Rodzinie i Pracy Socjalnej na Wydziale Teologii Katolickiego Uniwersytetu Lubelskiego Jana Pawła II.

## Publikacje książkowe
- 2007: Poszanowanie praw człowieka we współczesnym społeczeństwie demokratycznym[3]
- 2008: Wybrane elementy rynku kapitałowego w ujęciu społeczno-etycznym[3]
- 2009: Współpraca państwa i Kościoła na rzecz ochrony praw rodziny. Aspekty społeczno-prawne[3]
- 2009: La concezione personalistica della coscienza[4]
- 2009: Educazione morale come formazione della coscienza[5]
- 2021: Rodzina a społeczeństwo w cywilizacji europejskiej. Studium teoretyczno-empiryczne[6]
- 2022: La coscienza morale nel personalismo di Karol Wojtyła[7]
- 2023: Prawa rodziny w cywilizacji europejskiej[8]